# Wagab Kazibiekow
Wagab Gadżyjewicz Kazibiekow (ros. Вагаб Гаджиевич Казибеков; ur. 7 marca 1961) – radziecki zapaśnik startujący w stylu wolnym.
Mistrz Europy w 1989 i 1990. Złoty medalista uniwersjady w 1981. Drugi w Pucharze Świata w 1982 roku.
Mistrz ZSRR w 1990 i trzeci w 1984 roku.